# Gonomyia (Leiponeura) vanuana
Gonomyia (Leiponeura) vanuana is een tweevleugelige uit de familie steltmuggen (Limoniidae). De soort komt voor in het Australaziatisch gebied.